# Хайдеггер, Кристина
Кристина Хайдеггер (нем. Christine Haidegger, 27 февраля 1942, Дортмунд, Вестфалия — 5 декабря 2021) — австрийская поэтесса и писательница.

## Биография
Она родилась у австрийских родителей в Дортмунде, Германия и выросла в Верхней Австрии. Она жила в Зальцбурге с середины 1950-х годов. После окончания средней школы много времени провела в Англии, Франции, Италии и США. С 1964 года работает внештатным писателем. Её первый роман Zum Fenster hinaus описывает её послевоенное детство в Австрии. Хайдеггер основала Зальцбургскую авторскую группу (SAG) и была её почётным членом. Она также принимала активное участие в развитии Зальцбургского Дома литературы. Хайдеггер опубликовала множество романов, рассказов, рассказов о путешествиях, пьес и стихов. В 1991 году она была постоянным писателем в колледже Роанок в Вирджинии, США.

## Личная жизнь
Была замужем за Эберхардом Хайдеггером. У них родилась дочь Кристина-Мария, которая тоже стала писательницей и публиковалась под псевдонимом Мета Мерц. Её дочь умерла в 1989 году, после её смерти Кристина Хайдеггер была инициатором литературной премии «Мета Мерц».
Она умерла 5 декабря 2021 года в возрасте 79 лет.

## Публикации
Источник:
- Entzauberte Gesichte. poetry. Darmstadt: Bläschke, 1976.
- Zum Fenster hinaus. Eine Nachkriegskindheit. novel. Reinbek: Rowohlt, 1979.
- Adam / Adam. novel. Wien: Verlag der Österreichischen Staatsdruckerei, 1985.
- Atem. Stille. poetry. Baden: Grasl, 1993.
- Schöne Landschaft. collected prose. Salzburg: edition prolit, 1993.
- Amerikanische Verwunderung. Skizzenbuch zu einem Aufenthalt. short prose. Vienna: Wiener Frauenverlag, 1993.
- Cajuns, Cola, Cadillac. American Sightseeing. Vienna: Milena, 1997.
- Weiße Nächte. poetry. Baden bei Wien: Grasl, 2002.
- Mama Dear. English, translation of Zum Fenster hinaus. Riverside (CA), 2002.
- Fremde Mutter. novel. Salzburg, Vienna: Müller, 2006.
- Herz. Landschaft. Licht. poetry. Salzburg: Otto Müller, 2009.
- Translation into German of poetry „Riflessione” by Fabio Recchia, Levico (Italian), 2009.
- Texas Travels. travel narratives. Vienna: Der Apfel, 2010.
- Herzland. poetry CD, 2013.
- Zum Fenster hinaus. Eine Nachkriegskindheit. reissued. Salzburg, Vienna: Otto Müller Verlag, 2016.
- Nach dem Fest. stories. Salzburg, Vienna: Otto Müller Verlag, 2018.
- Von der Zärtlichkeit der Wörter, poetry collection, 2020.

## Премии и награды
- 1984: Культурная премия города Зальцбурга
- 1984: Литературная премия Георга Ренделя
- 1990: Зальцбургская национальная культурная премия
- 2002: Премия Макса фон дер Грюн
- 2002: Золотая медаль за заслуги перед городом Зальцбург
- 2005: Зальцбургская городская поэтическая премия